# Зеница
Зеница (ијек. зјеница) црна је рупа која се налази у средишту дужице ока која омогућава светлу да падне на мрежњачу.
Код људи, зеница је округла, док друге врсте, попут неких мачака, имају зенице с вертикалним прорезом. Козе имају хоризонтално-оријентисане зенице, а неки сомови имају прстенасте типове зеница.